# Čentiba
Čentiba is een plaats in Slovenië en maakt deel uit van de gemeente Lendava in de NUTS-3-regio Pomurska. De plaats telde 804 inwoners op 1 januari 2020.